# (117614) Hannahmclain
(117614) Hannahmclain est un astéroïde de la ceinture principale.

## Description
(117614) Hannahmclain est un astéroïde de la ceinture principale. Il fut découvert le 8 mars 2005 à l'observatoire du Mont Lemmon par Mount Lemmon Survey. Il présente une orbite caractérisée par un demi-grand axe de 2,96 UA, une excentricité de 0,02 et une inclinaison de 5,5° par rapport à l'écliptique.